# Africlap Film Festival
Africlap Film Festival ou Festival des cinémas d'Afrique de Toulouse est le premier  Festival de cinéma de la région Occitanie (région administrative) à consacrer la totalité de sa sélection aux films (fiction, documentaire) africains,,.
La première édition du festival a eu lieu en 2014 à Toulouse et depuis lors, il se renouvelle chaque année.
Ce sont en moyenne 50 films venus d'Afrique et de sa diaspora qui sont diffusés dans plus de huit salles de Toulouse et sa métropole pendant 10 jours.

## Historique et déroulement
En 2010 est créée l'association Africlap à l'initiative de Bernard Djatang, une association culturelle loi 1901 avec pour but la promotion des cinémas et cultures d'Afrique et la solidarité internationale.
Pendant trois ans l'association Africlap organise des cinés rencontres, ciné concerts, des conférences et débats et participe notamment au Festival Alimenterre pendant deux éditions.
En 2014, la première du festival Africlap a lieu à Toulouse avec une sélection de 18 films sur une durée de cinq jours du 27 au 31 mai, avec pour invité d'honneur l'acteur Guyanais Ricky Tribord.
En 2015, le festival propose une programmation en deux parties, une partie plein air et une partie en salle. Le festival installe à cet effet un Village Culturel du Festival Africlap sur les allées Jules Guesde (premier évènement culturel à s'installer sur ce lieu).
Jusqu'en 2021, Africlap est programmé sur huit jours durant la dernière semaine du mois d'août dans différentes salles de cinéma (cinémas Gaumont Wilson, Utopia Borderouge, American Cosmograph, ABC et Le Cratère) et différents lieux culturels (centre culturel Alban Minville, centre culturel Les Chamois, Espace des Diversités Laïcité, salle du Sénéchal) ainsi que le village culturel du Festival.
À partir de 2022, le festival Africlap, festival des cinémas d'Afrique de Toulouse se déroule exclusivement en salle de cinéma et sur d'autres lieux culturels à Toulouse et sa métropole sur une durée de 10 jours.

## Prix décernés
La plus haute récompense remise aux lauréats est le Grand Prix Kilimandjaro, dont le nom fait référence au sommet le plus élevé du continent africain.
Les films en compétition à Africlap visent les prix suivants :  
- Grand Prix Kilimandjaro du meilleur long métrage de fiction ;
- Grand Prix Kilimandjaro du meilleur long métrage documentaire ;
- Prix du meilleur court-métrage de fiction ;
- Prix du meilleur court-métrage documentaire ;
- Prix Solidarité internationale : récompense un(e) réalisateur/réalisatrice non africain(e) dont l’œuvre traite des problématiques environnementales, sociales ou culturelles africaines ;
- Prix Droits et libertés fondamentaux : récompense un(e) réalisateur/réalisatrice pour le sens civique et sociétal de son œuvre en matière de droits et libertés fondamentaux ;
- Prix Cauris : récompense le meilleur film de la diaspora africaine.

## Les Palmarès

### Palmarès Africlap 2023
| Prix Décerné                               | Film                                        | Réalisateur                           | Pays                            |
| ------------------------------------------ | ------------------------------------------- | ------------------------------------- | ------------------------------- |
| Meilleur Film Court Métrage Documentaire   | Les Tisseuses de liens                      | Mourad HAMLA                          | Algérie                         |
| Mention Spéciale                           | Gromonmon                                   | Laurent PANTALEON                     | La Réunion                      |
| Meilleur Film Court Métrage Fiction        | Sur la tombe de mon père                    | Jawahine ZENTAR                       | Maroc                           |
| Mention spéciale pour l'image              | Sèt Lam                                     | Vincent FONTANO                       | La Réunion                      |
| Prix Solidarité internationale             | Métis les enfants cachés de la colonisation | Dominique REGUEME                     | France                          |
| Droits et Libertés fondamentaux            | Rebeuss chambre 11                          | Mame Woury THIOUBOU                   | Sénégal                         |
| Prix Cauris Meilleur film de la Diaspora   | Aka Jasor                                   | Fabrice BOUCKAT                       | Guadeloupe                      |
| Mention spéciale Long métrage Documentaire | Eat Bitter                                  | Pascale APPORA-GNEKINDY et Ningyi SUN | République centrafricaine Chine |
| Mention spéciale Long métrage Documentaire | L’olivier Sauvage                           | Kamel AZOUZ                           | Algérie                         |
| Grand Prix Kilimandjaro Documentaire       | Amchilini                                   | Allamine Kader KORA                   | Tchad                           |
| Grand Prix Kilimandjaro Fiction            | Sawah                                       | Adolf EL ASSAL                        | Égypte                          |
| Mention Spéciale                           | Massoud !                                   | Emmanuel ROTOUBAM MBAIDE              | Tchad                           |

### Palmarès Africlap 2022
| Prix Décerné                                      | Film                                              | Réalisateur             | Pays                                      |
| ------------------------------------------------- | ------------------------------------------------- | ----------------------- | ----------------------------------------- |
| Prix libertés et droits fondamentaux              | Frida                                             | Mohamed Bouhjar         | Tunisie                                   |
| Prix Solidarité internationale                    | I am Chance                                       | Marc-Henri Wajnberg     | Belgique République démocratique du Congo |
| Prix Cauris, meilleur film de la diaspora         | Brave                                             | Wilmarc Val             | France                                    |
| Mention spéciale du jury court métrage fiction    | Tuk-Tuk                                           | Kheidr Mohamed Kheidr   | Égypte                                    |
| Mention spéciale du jury court métrage fiction    | What we don't know about Mariam                   | Morad Mostafa           | Égypte                                    |
| Prix du Meilleur court métrage fiction            | Dorlis                                            | Enricka MH              | France                                    |
| Prix du meilleur court-métrage documentaire       | Lèv la tèt dann fénwar (Quand la nuit se soulève) | Erika Etangsalé         | La Réunion                                |
| Mention spéciale court métrage documentaire       | Je me suis mordue la langue                       | Nina Khada              | France Algérie                            |
| Grand Prix Kilimandjaro long métrage documentaire | Cilima!                                           | Aissa Ben Saïd          | Algérie                                   |
| Grand Prix Kilimandjaro long métrage documentaire | Monchoachi, la parole sovaj                       | Arlette Pacquit         | Martinique                                |
| Grand Prix Kilimandjaro long métrage fiction      | La Traversée                                      | Irène Tassembedo        | Burkina Faso                              |
| Mention spéciale long métrage fiction             | L'accord                                          | Frank Thierry Léa Malle | Cameroun                                  |
| Mention spéciale long métrage fiction             | À l'acteur Yassine Tormsi dans une seconde vie    |                         |                                           |

### Palmarès Africlap 2020
| Prix Décerné                                            | Film             | Réalisateur                     | Pays           |
| ------------------------------------------------------- | ---------------- | ------------------------------- | -------------- |
| Prix du meilleur court-métrage documentaire             | Dann Fon Mon kèr | Sophie Louys                    | La Réunion     |
| Mention spéciale                                        | Lil Daddy        | Mortadha GHANNOUCHI             | Tunisie        |
| Prix Kilimandjaro du meilleur long métrage documentaire | Karthoum Offside | Marwa ZEIN                      | Soudan         |
| Mention Spéciale                                        | Amussu           | Nadir BOUHMOUCH                 | Maroc          |
| Prix du meilleur Court-métrage Fiction                  | A Fool God       | Hiwot Admasu GETANEH            | Éthiopie       |
| Prix du meilleur Court-métrage Fiction                  | Un air de Kora   | Angèle DIABANG                  | Sénégal        |
| Mention spéciale                                        | Le chant d’Ahmed | Foued MANSOUR                   | France         |
| Mention spéciale                                        | Timoura          | Azedine KASRI                   | France Algérie |
| Prix Kilimandjaro du meilleur Long métrage Fiction      | The White Line   | Désirée KAHIKOPO                | Namibie        |
| Mention spéciale                                        | Innocent(e)      | Frank Thierry LEA MALLE         | Cameroun       |
| Prix Spécial Solidarité Internationale                  | K’ndela          | Pablo MARDONES                  | Chili          |
| Mention spéciale                                        | Africa Mia       | Richard MINIER                  | France Mali    |
| Prix Spécial Cauris (Meilleur Film de la Diaspora)      | Dann Fon mon Kèr | Sophie LOUYS                    | La Réunion     |
| Prix Spécial Droits et libertés Fondamentaux            | Tilo Koto        | Valérie MALEK, Sophie BACHELIER | France         |

### Palmarès Africlap 2019
| Prix Décerné                                   | Film                      | Réalisateur               | Pays                             |
| ---------------------------------------------- | ------------------------- | ------------------------- | -------------------------------- |
| Grand Prix Kilimandjaro fiction                | Jusqu'à la fin des temps  | Yasmine Chouikh           | Algérie                          |
| Mention Spéciale du jury                       | Sew the winter to my skin | Jahmil X.T. QUBEKA        | Afrique du Sud                   |
| Grand Prix Kilimandjaro documentaire           | Rencontrer mon père       | Alassane DIAGO            | Sénégal                          |
| Mention Spéciale du jury                       | Fahavalo, Madagascar 1947 | Marie Clémence PAES       | Madagascar                       |
| Mention Spéciale du jury                       | Mabata Bata Sol           | Sol de CARVALHO           | Mozambique                       |
| Mention Spéciale du jury                       | Amal                      | Mohamed SIAM              | Égypte                           |
| Meilleur court métrage (Fiction)               | Sega                      | Idil IBRAHIM              | Somalie                          |
| Mention Spéciale du jury                       | Gombi (La plaie)          | Moly KANE                 | Sénégal                          |
| Meilleur court métrage (Documentaire)          | E'ville                   | Nelson MAKENGO            | République démocratique du Congo |
| Mention Spéciale du jury                       | Ma coépouse bien aimée    | Angèle DIABANG            | Sénégal                          |
| Mention Spéciale du jury                       | Tavela                    | Geoffrey GASPARD          | Madagascar                       |
| Prix Spécial "Meilleur film d'animation"       | Il était une fois         | Zouhaier MAHJOUB          | Tunisie                          |
| Prix Spécial "Meilleur film de la Diaspora"    | Trace ta route            | Romuald Rodrigues ANDRADE | France                           |
| Prix Spécial "Droits et Libertés fondamentaux" | Black Mamba               | Amel GUELLATY             | Tunisie                          |
| Prix Spécial "Solidarité internationale"       | La plage d'Esmeraldas     | Patrice RAYNAL            | France                           |
|                                                |                           |                           |                                  |

### Palmarès Africlap 2018
| Prix Remporté                                  | Film                                    | Réalisateur                | Pays                             |
| ---------------------------------------------- | --------------------------------------- | -------------------------- | -------------------------------- |
| Grand prix Kilimandjaro Fiction                | Mustafa Z                               | Nidhal Chatta              | Tunisie                          |
| Grand prix Kilimandjaro Documentaire           | Lendemains incertains                   | Eddy Muyaneza              | Burundi                          |
| Mention spéciale du jury                       | Ouaga Girls                             | Théresa Traore Dahlberg    | Burkina Faso                     |
| Meilleur Court métrage (Fiction)               | Tikitat-a-soulima (Un ticket de cinéma) | Ayoub Layoussifi           | Maroc                            |
| Mention spéciale du jury                       | Aya                                     | Moufida Fedhila            | Tunisie                          |
| Mention spéciale du jury                       | Xalé bu Rérr (Un enfant perdu)          | Abdou Khadir Ndiaye        | Sénégal                          |
| Mention spéciale du jury                       | Zone III                                | Pascale Gabriella Serra    | République démocratique du Congo |
| Prix spécial "Meilleur film de la diaspora"    | Jocelyne Mi Tché Men                    | Maharaki                   | Martinique                       |
| Prix spécial "Droits et libertés fondamentaux" | Le club des silencieux                  | Nathalie Evelyne Pontalier | Gabon                            |
| Prix spécial "Solidarité internationale"       | Burkinabé Rising                        | Iara Lee                   | États-Unis Brésil                |

### Palmarès Africlap 2017
| Prix Remporté                                  | Film                            | Réalisateur                            | Pays            |
| ---------------------------------------------- | ------------------------------- | -------------------------------------- | --------------- |
| Grand prix Kilimandjaro (Fiction)              | Chronique de mon village        | Karim Traidia                          | Algérie         |
| Grand prix Kilimandjaro (Fiction)              | Wallay                          | Berni Goldblat                         | Burkina Faso    |
| Grand prix Kilimandjaro (Documentaire)         | L'africain qui voulait voler    | Samantha Biffot                        | Gabon           |
| Meilleur Court métrage (Fiction)               | Bleu blanc rouge de mes cheveux | Josza Anjembé                          | Cameroun France |
| Mention spéciale du jury (Fiction)             | Insoumise                       | Jawad Rhalib                           | Maroc           |
| Mention spéciale du jury (Fiction)             | Barwita (La brouette)           | Jaziri Sana                            | Tunisie         |
| Mention spéciale du jury (Fiction)             | La Face cachée du père noël     | Laurent Pantaléon                      | La Réunion      |
| Mention spéciale du jury (Fiction)             | Le Verrou                       | Leila Chaibi et Hélène Poté            | Tunisie France  |
| Prix spécial "Droits et libertés fondamentaux" | Riad de mes rêves               | Zineb Tamourt                          | Maroc           |
| Prix spécial "Solidarité internationale"       | Mada Underground                | Philippe Chevallier et Denis Sneguirev | France          |

### Palmarès Africlap 2016
| Prix Remporté                                       | Film                 | Réalisateur                   | Pays              |
| --------------------------------------------------- | -------------------- | ----------------------------- | ----------------- |
| Grand Prix Kilimandjaro (Long métrage Fiction)      | Patrie               | Cheyenne Carron               |                   |
| Mention spéciale du jury                            | Lonbraz Kann         | David Constatin               | Maurice           |
| Grand Prix Kilimandjaro (Long métrage Documentaire) | Okuta                | Aymar Esse                    |                   |
| Mention spéciale du jury                            | Rustica              | Clode Hingant                 | France            |
| Meilleur Court métrage (Fiction)                    | Père                 | Lotfi Achour                  | Tunisie           |
| Mention spéciale du jury                            | Wrong connection     | Ando Raminoson et Colin Dupré | Madagascar France |
| Prix spécial "Meilleur film de la diaspora"         | Héritiers du Vietnam | Arlette Pacquit               |                   |
| Prix spécial "Meilleur court d'école"               | Amoroccan Dream      | Amine Belakoul                | Maroc             |
| Prix spécial "Solidarité internationale"            | Forêt                | Camille Sarret                | France            |

### Palmarès Africlap 2015
| Prix Remporté                                                 | Film                                    | Réalisateur                                         | Pays                |
| ------------------------------------------------------------- | --------------------------------------- | --------------------------------------------------- | ------------------- |
| Grand Prix Kilimandjaro du meilleur long métrage de fiction   | Le veau d'Or                            | Hassan Legzouli                                     | Maroc               |
| Mention spéciale du jury                                      | Soleils                                 | Olivier Delahaye et Dani Kouyaté \|                 | Burkina Faso France |
| Grand Prix Kilimandjaro du meilleur long métrage documentaire | Farafin ko : une cour entre deux mondes | Aïcha Boro et Claude Letterier                      | Burkina Faso France |
| Mention spéciale du jury                                      | Donko, la connaissance                  | Kassim Sanogo                                       | Mali                |
| Prix du meilleur court-métrage de fiction Ex-Aequo            | Terremer                                | Aliou Sow                                           | Mauritanie          |
| Prix du meilleur court-métrage de fiction Ex-Aequo            | Moul Lkelb                              | Kamal Lazraq                                        | Maroc               |
| Mention spéciale du jury                                      | Zakaria                                 | Leyla Bouzid                                        | Tunisie             |
| Mention spéciale du jury                                      | Tsibawu (infidèle)                      | Patrick Badianjilé Kuba                             |                     |
| Prix Cauris (meilleur film de la diaspora)                    | W.A.K.A                                 | Françoise Ellong                                    | France Cameroun     |
| Prix Solidarité internationale                                | Picci Toubab, l'oiseau des blancs       | Marie Amiguet, Pierre Yves Le Du et Thibault Mazars |                     |
| Prix Droits et libertés fondamentaux                          | Umudugudu, Rwanda 20 ans après          | Giordano Cossu                                      |                     |
| Prix spécial du Festival Africlap                             | Parachute doré                          | Wally Fall                                          | France              |